# Entomognathus
Entomognathus ist eine Gattung der Grabwespen (Spheciformes) aus der Familie Crabronidae, die weltweit, mit Ausnahme von Australien verbreitet ist. Weltweit sind 42 Arten bekannt. In Europa kommen fünf Arten vor, zwei auch in Mitteleuropa.

## Merkmale
Die Tiere sehen denen der Gattung Lindenius sehr ähnlich, können aber unter anderem durch die kurz aufrecht behaarten Facettenaugen unterschieden werden.

## Lebensweise
Die Weibchen legen ihre Nester im Erdboden an. Die Brut wird mit kleinen Blattkäfern, vor allem mit Erdflöhen (Psylliodes) versorgt.

## Arten (Europa)
- Entomognathus brevis (Van der Linden 1829)
- Entomognathus dentifer (Noskiewicz 1929)
- Entomognathus fortuitus (Kohl 1915)
- Entomognathus libanonis (Kohl 1905)
- Entomognathus schmiedeknechti (Kohl 1905)

## Belege